# J. Christopher Burch

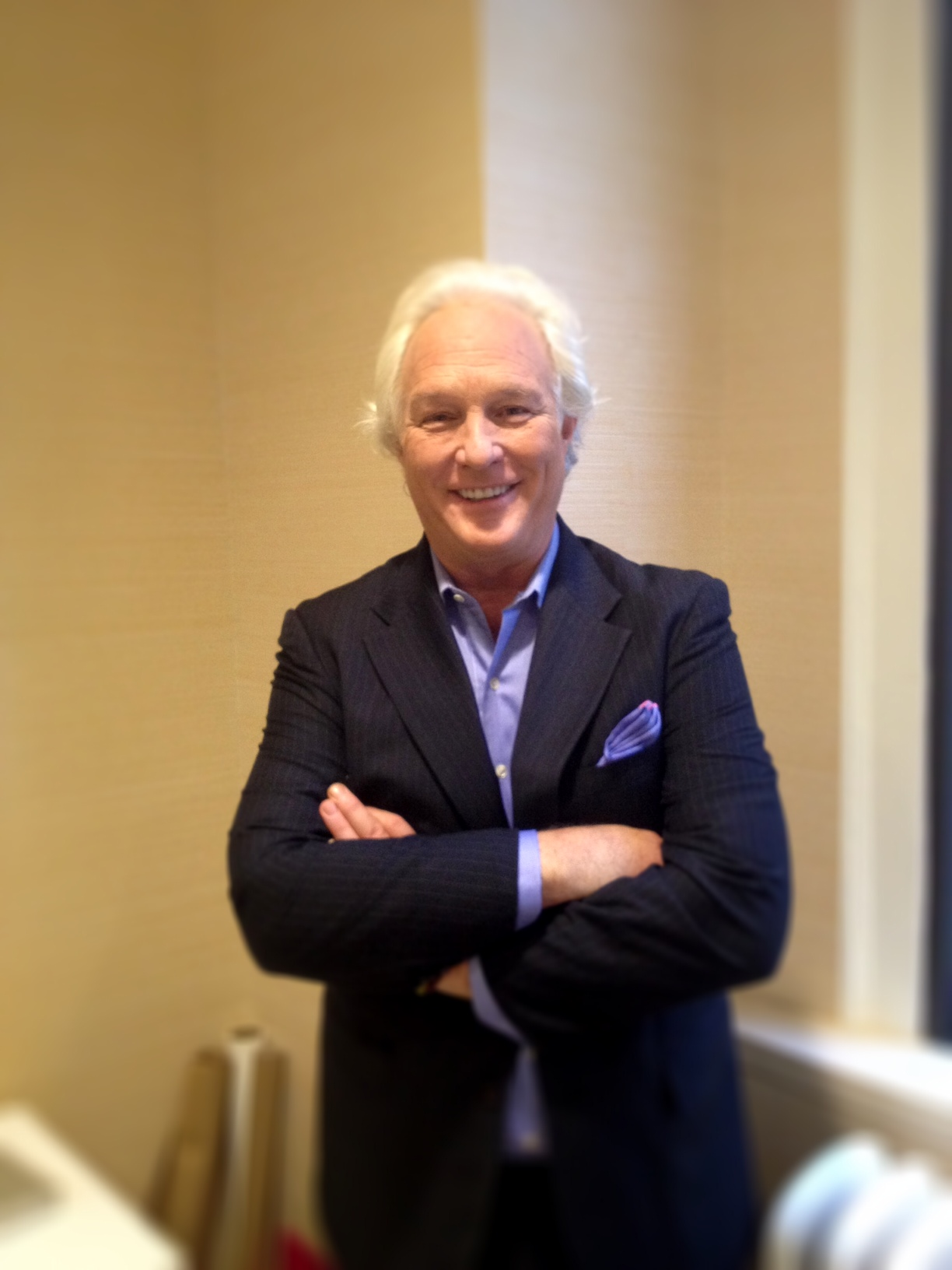
J. Christopher Burch

J. Christopher Burch (geboren 28. März 1953 in Wayne, Pennsylvania) ist ein US-amerikanischer Unternehmer. Er ist der Gründer und CEO von Burch Creative Capital, einer Firma mit Sitz in New York, die Risikokapital-Investments und Markenentwicklungen managt. Außerdem ist der Mitbegründer von Tory Burch LLC. Burch wurde durch seine Beteiligung am Modeunternehmen C. Wonder 2012 zum Milliardär. Zusätzlich zu seinen persönlichen Investitionen war er ein Investor mit dem Finanzunternehmen Guggenheim Partners LLC.

## Leben
Burch wurde in Wayne, Pennsylvania, in eine mittelständische Familie hineingeboren. Seine Mutter, Robin Sinkler gehörte der Episkopalkirche an und kam aus Philadelphia. Sein Vater, John Walter Burch, ein Katholik (römisch-katholischen Glaubens), war eins von zehn Kindern einer Mittelklasse-Familie aus Baltimore. Seinem Vater gehörte ein Zulieferer für Bergbauausrüstung und Zubehör.
Burch besuchte die Tilton School, eine unabhängige College-Vorbereitungsschule in Tilton, New Hampshire. Er machte 1972 seinen Abschluss in Tilton und besuchte später das Ithaca College.

## Karriere

### Modebranche
Im Jahr 1976, als Burch noch ein Student am Ithaca College war, gründeten Burch und sein Bruder Robert die Firma Eagle‘s Eye apparel mit einer Investition von 2000 USD. Sie kauften Pullover für 10 USD das Stück und verkauften sie für 15 USD. Burch entschied sich, eine Fabrik zu finden, um eine neue Art von "trendigen" Pullovern zu produzieren, damit er diese von Tür zu Tür auf dem Campus verkaufen könnte. Schon nach kurzer Zeit verkaufte er auch Pullover auf anderen Universitäts-Campus und schließlich schaffte er es in den Einzelhandel. Im nächsten Jahrzehnt expandierte das Unternehmen und machte bis zu 140 Millionen USD Umsatz mit einem landesweiten Vertrieb, einschließlich 50 eigenen Läden. Im Jahr 1989 wurde das Unternehmen teilweise an die Swire Group verkauft. Komplett wurde sie dann 1998 verkauft, bei dem das Unternehmen mit 60 Millionen USD bewertet wurde.
Im Jahr 2004 half Burch seiner damaligen Frau, das Tory Burch Modelabel zu gründen. Er war C0-Chairman des Unternehmens, an dem ihm 28,3 % gehörten. Die Hälfte seiner Anteile verkaufte er im Dezember 2012, als der Wert des Unternehmens auf 3.5 Milliarden Dollar geschätzt wurde. Im Jahr 2008 gründete er J. Christopher Capital LLC (später umbenannt in Burch Creative Capital). Die Firma wurde gegründet, um seine neuen Marken zu entwickeln und seine Investitionen zu managen. Im Jahr 2011 gründete er C. Wonder, ein Geschäft für Bekleidung, Accessoires und Inneneinrichtung. Im Juli 2015 wurde C. Wonder von Xcel Brands gekauft.

### Immobilienbranche
Im Jahr 2004 taten sich Burch, der Architekt Philippe Stark und der Hotelier Alan Faena zusammen und gründeten das Faena Hotel+Universe in Buenos Aires. Die Investitionen in das Gebäude, welches 1902 als Getreidesiloanlage gebaut worden war, überstiegen 100 Millionen US-Dollar.
2014 investierte er wieder in die Projekte des Immobilienentwicklers, nachdem er eine Eigentumswohnung in dem Immobilienprojekt Faena House gekauft hatte.
2005 kaufte Burch ein Luxushaus in Southampton, New York, für 14 Millionen US-Dollar. Vier Monate später verkaufte er dieses nach der Renovierung der Immobilie für 25 Millionen US-Dollar. Ein Jahr später gründete Burch die Firma J.B. Christopher, einen Lieferanten von Baumaterialien. 2011 vollendeten Burch und sein Partner Austin Hearst den Aufbau von Luxusimmobilien im Wert von 19 Millionen Dollar in (auf) Nantucket, Massachusetts. 2012 erwarb er ein Stadthaus im (in) West Village für 11 Millionen US-Dollar, nachdem er dieses vorher gemietet hatte. Anschließend führte er ein Renovierungsprojekt durch, das aber nicht beendet wurde, bevor die Immobilie wieder auf den Markt kam.
Im Jahr 2013 kaufte Burch das Nihiwatu Resort auf der Insel Sumba, ein Resort bestehend aus 27 Villen in der Nähe von Bali.

### Andere Investitionen
Im Jahr 1993 war Burch der Produzent der Romantikkomödie Watch It, unter der Regie von Tom Flynn, welche eine gute Bewertung durch die New York Times erhielt. Er war auch einer der ersten Investoren der Internet Capital Group. Außerdem machte er verschiedene Investitionen in der Telekommunikationsbranche, z. B. in Aliph und Powermat. Er war auch ein Investor beim Wasserunternehmen Voss (Wasser), und beim Online-Büromaterialversand Poppin. 2014 investierte er 10 Millionen US-Dollar in BaubleBar. In dem Jahr tat er sich auch mit Ellen DeGeneres zusammen, um ihre Lifestylekollektion E.D. zu starten.

## Persönliches
1982 heiratete Burch Susan Cole in einer episkopalen Zeremonie. Sie haben drei gemeinsame Kinder. 1996 heiratete er die Designerin Tory Robinson mit der er drei Söhne hat. Burch und Robinson ließen sich 2007 scheiden.
Burch war im Vorstand des Rothman Institute Orthopedic Foundation. Er war Präsident der Pierre Hotel Genossenschaft und im Vorstand von Guggenheim Partners und der Continuum Group. 2013 spendete Burch 1,3 Millionen USD an sein Alma Mater (Tilton School). Von 1982 bis 1985 war er im Kuratorium der Tilton School.